# Biblis (förening)
Biblis är en förening för den som är intresserad av bokhistoria, bibliografi, bokbinderi, boktryckeri och närliggande ämnen. Biblis fungerar även som vänförening till Kungliga biblioteket. Föreningen bildades 1997 genom sammanslagning av Föreningen för Bokhantverk och Sällskapet Bokvännerna.
Föreningen ger ut tidskriften Biblis och anordnar The Georg Svensson Lecture.

## Föregångarna
Föreningen för bokhantverk bildades 1900 som en ideell förening för att främja intresset för typografi, illustrationer, formgivning och bokband. Under första halvan av 1900-talet utgav man skrifter och anordnade ett flertal utställningar i Sverige och utlandet inom dessa områden.
1956 tog riksbibliotekarie Uno Willers initiativ till en nystart, och från 1957 utgav man årsboken Biblis och drev en aktiv programverksamhet. Föreningen kom så småningom att fungera som vänförening till Kungliga Biblioteket.
Sällskapet Bokvännerna bildades 1946 som en samlingspunkt för personer intresserade av bokkonst, konstnärlig typografi, gamla eller sällsynta böcker med mera. Sällskapet utgav årligen ett flertal vackert formgivna böcker.